# Romaric Forqués
Romaric Forqués, né le 26 février 1999, est un triathlète et coureur cycliste espagnol.

## Biographie
Né en Normandie, Romaric Forques s'installe à Valence avec ses parents alors qu'il est âgé de cinq ans. Sur les conseils d'un médecin, il commence à pratiquer la natation à huit ans pour soigner une scoliose. Il passe ensuite au triathlon à dix ou douze ans,. Athlète brillant, il intègre le Centre sportif de haute performance de Madrid, où il mène de front le sport et les études.
En 2016, il est notamment champion d'Espagne de duathlon chez les cadets. En 2018, il s'illustre en devenant champion d'Europe juniors de duathlon. La même année, il remporte dans sa catégorie les championnats d'Espagne de duathlon et de triathlon. Il a cependant été déchu de ces deux derniers titres par la Fédération espagnole car il n'avait pas fourni les documents administratifs nécessaires concernant sa naturalisation. En juin 2019, il participe à une manche de la Coupe du monde de triathlon à Noursoultan.
À partir de 2021, il décide de se consacrer uniquement au cyclisme. En juillet, il se distingue en terminant deuxième du Tour du Portugal de l'Avenir. Il court ensuite en 2022 chez Telcom-On Clima-Osés Const, une équipe dont le siège est basé à Pampelune. Victorieux à trois reprises, il termine également deuxième d'une étape du Tour d'Estrémadure et meilleur grimpeur du Tour de Navarre. 
En 2023, il intègre la Team Technipes #inEmiliaRomagna, qui accède au niveau continental. 

## Palmarès en cyclisme
- 2021
  - 2e étape du Grand Prix des Azores
  - 2e du Tour du Portugal de l'Avenir
  - 3e du Gran Premi Vila-real
- 2022
  - Trofeo Camp de Morvedre